# (207901) Tzecmaun
(207901) Tzecmaun est un astéroïde de la ceinture principale.

## Description
(207901) Tzecmaun est un astéroïde de la ceinture principale. Il fut découvert le 28 octobre 2008 à Tzec Maun par Erwin Schwab. Il présente une orbite caractérisée par un demi-grand axe de 3,06 UA, une excentricité de 0,12 et une inclinaison de 10,0° par rapport à l'écliptique.

## Compléments